# Montevideo (tỉnh)
Montevideo là một tỉnh của Uruguay. Tỉnh này có diện tích 530 km², dân số là 1.326.064 người. Tỉnh lỵ đóng ở Montevideo.

## Thông tin dân số
Theo điều tra dân số năm 2004, tỉnh này có 1.325.968 người và 456.587 hộ trong tỉnh này. Số người bình quân mỗi hộ là 2,9. Cứ mỗi 100 nữ giới, có 87,4 nam giới.
- Tỷ lệ tăng dân số: 0,047% (2004)
- Tỷ lệ sinh: 14,40 số người được sinh/1000 người (2004)
- Tỷ lệ tử vong: 10,35 số người chết/1000 người
- Tuổi bình quân: 33,8 (31,2 Nam giới, 36,5 Nữ giới)
- Tuổi thọ bình quân (2004):

- Tỷ lệ con/bà mẹ: 1,91 con/bà mẹ
- Thu nhập đầu người ở thành thị (các thành phố có 5.000 người hoặc hơn): 6.858,7 peso/tháng

Bản mẫu:Departments of Uruguay